# Цёге-фон-Мантейфель, Карл Магнус
Карл-Магнус Цёге-фон-Мантейфель (1789—1844/1845) — российский помещик.

## Биография
Родился 27 июля (7 августа) 1789 года в дворянской семье рода Цеге-фон-Мантейфели.
В 1810 году окончил философский факультет Императорского Дерптского университета.
По окончании университета занимался сельским хозяйством в своих имениях в Эстляндской губернии.
Написал на предложенную Императорской Академией наук тему книгу: «Ueber das Sinken der Preise der Landbaueszeugnisse in Russland», напечатанную в Санкт-Петербурге в 1829 году, и получил за неё премию. 
Скончался 30 декабря 1844 (11 января 1845) года.
Его сыновья: Максимилиан (1819—1866), Отто (1822—1889), Николай (1827—1889).